# Talsperre Castelo do Bode
Die Talsperre Castelo do Bode (portugiesisch Barragem de Castelo do Bode) staut den Fluss Zêzere, einen Nebenfluss des Tejo, zu einem Stausee (port. Albufeira da Barragem do Castelo do Bode) auf. Sie liegt in der Region Mitte Portugals im Distrikt Santarém, etwa zehn Kilometer südöstlich der Stadt Tomar und ungefähr fünf Kilometer nördlich der Kleinstadt Constância.
Erste Studien zum Bau eines Wasserkraftwerks am Zêzere wurden Anfang der 1940er Jahre unternommen. Mit dem Projekt zur Errichtung der Talsperre wurde im Jahre 1945 begonnen. Der Bau wurde 1951 fertiggestellt. Die Talsperre dient neben der Stromerzeugung auch der Trinkwasserversorgung und dem Hochwasserschutz. Sie ist im Besitz der Companhia Portuguesa de Produção de Electricidade (CPPE).

## Absperrbauwerk
Das Absperrbauwerk ist eine Bogengewichtsmauer aus Beton mit einer Höhe von 115 m über der Gründungssohle. Die Mauerkrone liegt auf einer Höhe von 124,3 m über dem Meeresspiegel. Die Länge der Mauerkrone beträgt 402 m. Das Volumen des Bauwerks beträgt 430.000 (bzw. 460.000) m³. Entworfen wurde die Staumauer von André Coyne.
Die Staumauer verfügt sowohl über einen Grundablass als auch über eine Hochwasserentlastung mit zwei Toren. Über die Hochwasserentlastung können maximal 4.000 m³/s abgeführt werden. Das Bemessungshochwasser liegt bei 4.750 m³/s; die Wahrscheinlichkeit für das Auftreten dieses Ereignisses wurde mit einmal in 1.000 Jahren bestimmt.

## Stausee
Beim normalen Stauziel von 121 m (maximal 122 m bei Hochwasser) erstreckt sich der Stausee über eine Fläche von rund 32,91 (bzw. 35) km² und fasst 1,095 (bzw. 1,1) Mrd. m³ Wasser – davon können 900,5 Mio. m³ genutzt werden.
Der Stausee ist der größte Süßwasserspeicher Portugals und hat eine maximale Länge von 60 km. Er dient u. a. auch der Trinkwasserversorgung des Großraums Lissabon. Zwei Pumpstationen entnehmen dem See täglich bis zu 625.000 m³ und leiten das Wasser zu einem Wasserwerk in Asseiceira, von wo aus es bis nach Lissabon geleitet wird. Auf dem Stausee können neben Angeln auch verschiedene Wassersportarten betrieben werden.

## Kraftwerk
Das Kraftwerk Castelo do Bode ist mit einer installierten Leistung von 139 (bzw. 159) MW eines der mittelgroßen Wasserkraftwerke in Portugal. Die durchschnittliche Jahreserzeugung liegt bei 390 (bzw. 361, 396,5 oder 412) Mio. kWh.
Die drei Francis-Turbinen des Kraftwerks leisten jede maximal 46 MW und die Generatoren 57,4 MVA. Die Nenndrehzahl der Turbinen liegt bei 214,3/min. Die Generatoren haben eine Nennspannung von 15,5 kV. In der Schaltanlage wird die Generatorspannung von 15,5 kV mittels Leistungstransformatoren auf 220 kV hochgespannt.
Die ersten beiden Maschinen wurden 1951 in Betrieb genommen, die dritte 1952. Sie befinden sich in einem Maschinenhaus, das sich am Fuße der Staumauer befindet. Die Turbinen und die zugehörigen Generatoren wurden von Alsthom geliefert.
Die minimale Fallhöhe beträgt 52,5 m, die maximale 95,8 m. Der maximale Durchfluss liegt bei 80 m³/s je Turbine.
Das Kraftwerk ist im Besitz der CPPE, wird aber von EDP betrieben.